# Wackernheim
Wackernheim település Németországban, Rajna-vidék-Pfalz tartományban. Lakosainak száma 2500 fő (2017. december 31.).

## Népesség
A település népességének változása:

| 1975 | 1 825 |
| 2017 | 2 500 |